# Придонаанткарі
Придонаанткарі (груз. ფრიდონაანთკარი) — село в Грузії.
За даними перепису населення 2014 року в селі проживає 5 осіб.